# El Algarrobo Km. 50
El Algarrobo Km. 50 es un caserío peruano ubicado en el distrito de Tambogrande, perteneciente a la provincia y departamento de Piura, al norte del Perú. 

## Ubicación
El Algarrobo Km. 50 se ubica al noreste de la provincia de Piura, en el distrito de Tambogrande, en el departamento de Piura.

## Demografía
En 2017 El Algarrobo Km. 50 tenía una población de 302 habitantes.
| Gráfica de evolución demográfica de El Algarrobo Km. 50 entre 1993 y 2017 |
|                                                                           |
| Fuentes: Población 1993 y 2017                                            |